# Mézières-lez-Cléry
Mézières-lez-Cléry ist eine französische Gemeinde mit 857 Einwohnern (Stand: 1. Januar 2022) im Département Loiret in der Region Centre-Val de Loire. Sie gehört zum Arrondissement Orléans und zum Kanton Beaugency. Die Einwohner werden Macériens genannt.

## Geographie
Mézières-lez-Cléry liegt etwa elf Kilometer südwestlich von Orléans. Umgeben wird Mézières-lez-Cléry von den Nachbargemeinden Mareau-aux-Prés im Norden und Nordwesten, Saint-Hilaire-Saint-Mesmin im Nordosten, Ardon im Osten und Südosten, Jouy-le-Poutier im Süden sowie Cléry-Saint-André im Westen.

## Bevölkerungsentwicklung
| 1962                       | 1968 | 1975 | 1982 | 1990 | 1999 | 2006 | 2018 |
| -------------------------- | ---- | ---- | ---- | ---- | ---- | ---- | ---- |
| 425                        | 427  | 421  | 549  | 583  | 604  | 703  | 819  |
| Quellen: Cassini und INSEE |      |      |      |      |      |      |      |

## Sehenswürdigkeiten

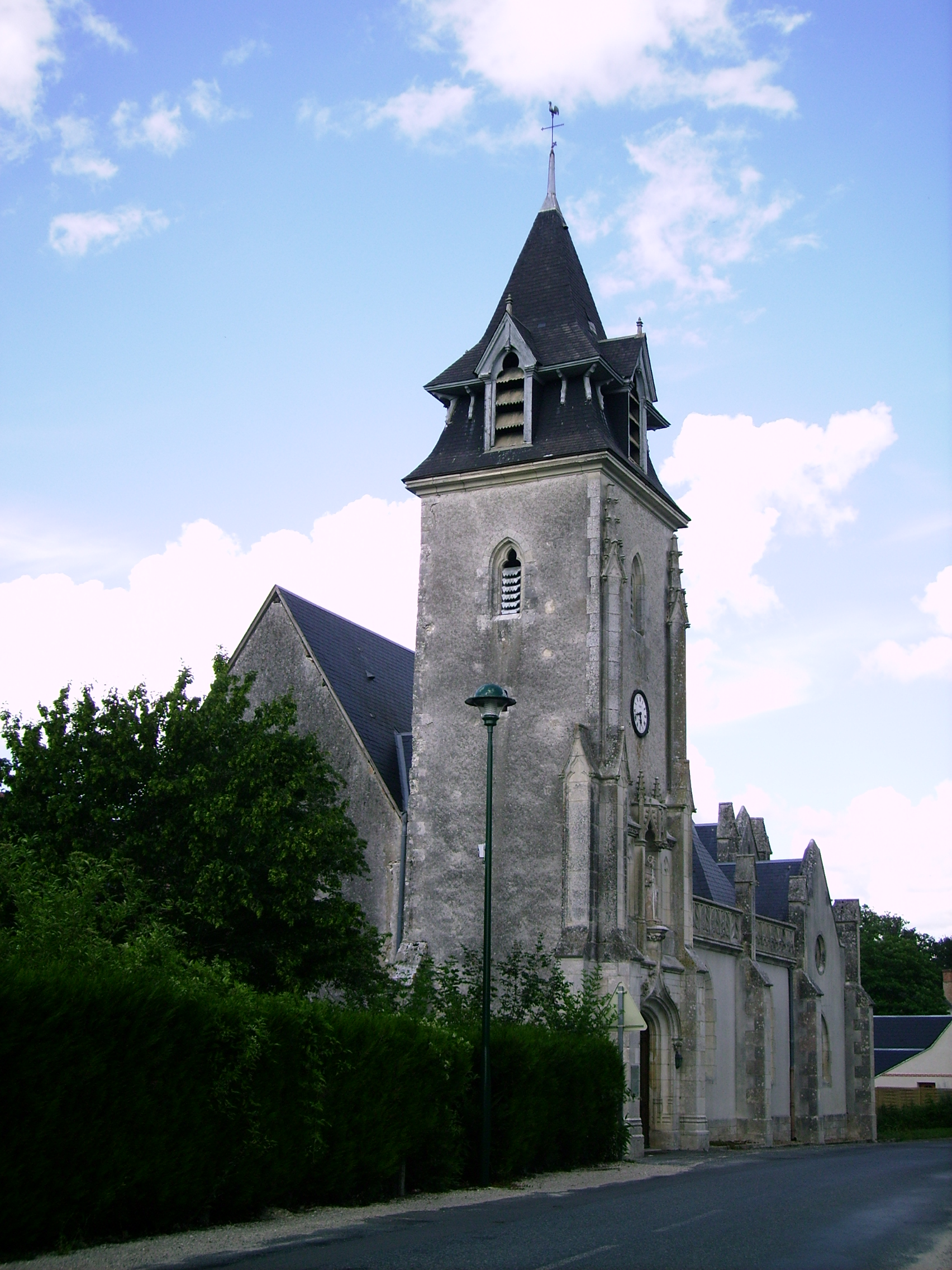
Kirche Saint-Avit

- prähistorischer Tumulus
- Kirche Saint-Avit
- Schloss aus dem 19. Jahrhundert
- Schloss Le Bailly